# Richard Remer
Richard Remer, född 21 juni 1883 i Brooklyn i New York, död 18 juli 1973 i Fort Lauderdale i Florida, var en amerikansk friidrottare.
Remer blev olympisk bronsmedaljör på 3 kilometer gång vid sommarspelen 1920 i Antwerpen.